# Bryum staudtii
Bryum staudtii là một loài rêu trong họ Bryaceae. Loài này được Broth. mô tả khoa học đầu tiên năm 1897.